# Iulia Blahinia
Iulia Blahinia –en ucraïnès, Юлія Благіня– (21 de febrer de 1990) és una esportista ucraïnesa que competeix en lluita estil lliure, guanyadora d'una medalla de bronze en el Campionat Mundial de Lluita de 2008 i cinc medalles de bronze en el Campionat Europeu de Lluita entre els anys 2008 i 2016.

## Palmarès internacional
| Campionat Mundial | Campionat Mundial              | Campionat Mundial | Campionat Mundial |
| Any               | Lloc                           | Medalla           | Categoria         |
| ----------------- | ------------------------------ | ----------------- | ----------------- |
| 2008              | Tòquio ( Japó) Japó            | 3                 | Lliure 51 kg      |
| Campionat Europeu |                                |                   |                   |
| Any               | Lloc                           | Medalla           | Categoria         |
| 2008              | Tampere ( Finlàndia) Finlàndia | 3                 | Lliure 51 kg      |
| 2009              | Vílnius ( Lituània) Lituània   | 3                 | Lliure 51 kg      |
| 2011              | Istanbul ( Turquia) Turquia    | 1                 | Lliure 51 kg      |
| 2013              | Tiflis ( Geòrgia) Geòrgia      | 2                 | Lliure 51 kg[n 1] |
| 2016              | Riga ( Letònia) Letònia        | 3                 | Lliure 53 kg      |